# Pyburg
Pyburg ist ein Ort in St. Pantaleon in der Gemeinde St. Pantaleon-Erla im Bezirk Amstetten in Niederösterreich.

## Lage
Das Dorf liegt nordwestlich von St. Pantaleon und südlich der Mauthausner Donaubrücken.

## Geschichte
Der Ort wurde 899/902 Piburc genannt. Der Ort war wirtschaftlich und militärisch zur Querung der Donau wichtig. Es gibt Reste einer ehemaligen viereckigen Schanzanlage.
In Folge der Theresianischen Reformen wurde der Ort dem Kreis Ober-Wienerwald unterstellt und nach dem Umbruch 1848 war er bis 1867 dem Amtsbezirk Haag zugeteilt.
Laut Adressbuch von Österreich waren im Jahr 1938 in Pyburg ein Bäcker, ein Fleischer, zwei Gastwirte, zwei Gemischtwarenhändlerinnen, ein Maurermeister, ein Schmied, eine Schneiderin, ein Schuster, ein Wagner und ein Landwirt mit Direktvertrieb ansässig. Weiters gab es beim Ort eine Schottergewinnung.

## Kultur und Sehenswürdigkeiten
- Vierkanter mit Hauskapelle Nr. 6.
- Vierkanter Nr. 9
- Bildstock am Weidenweg mit toskanischer Säule mit Bildtafelaufsatz aus der ersten Hälfte des 18. Jahrhunderts